# Nationaal Likeur & Frisdrankenmuseum Isidorus Jonkers
Nationaal Likeur & Frisdrankenmuseum Isidorus Jonkers was een museum in de Nederlandse plaats Hilvarenbeek, opgericht in 1984 en opgeheven in 2015.

## Ontstaan
Het Likeurmuseum Isidorus Jonkers werd in 1984 opgericht door Isidorus Jonkers in een deel van de voormalige Hilvaria Studio's, een gebouwencomplex in de bossen tussen Hilvarenbeek en Goirle.
Het museum was gewijd aan het ambacht van likeurstoker en distillateur. Isidorus Jonkers, voormalig likeurmaker, die bedrijfsleider was bij Jonkers-Mols B.V., een dochterbedrijf van Distilleerderij M. Dirkzwager B.V. uit Schiedam, startte het museum nadat Dirkzwager de vestiging in Tilburg sloot.

## Basiscollectie
De basiscollectie van de Stichting Nationaal Likeurmuseum Isidorus Jonkers bestond uit de bedrijfsuitrusting van de Tilburgse distilleerderij Hamer van Belle N.V., die Jonkers in 1968 op de kop had weten te tikken bij het faillissement van genoemde distilleerderij. Andere collectiestukken waren afkomstig van Dirkzwager B.V., waar Jonkers sinds 1985 werkzaam was als productontwikkelaar.

## Verhuizing en uitbreiding

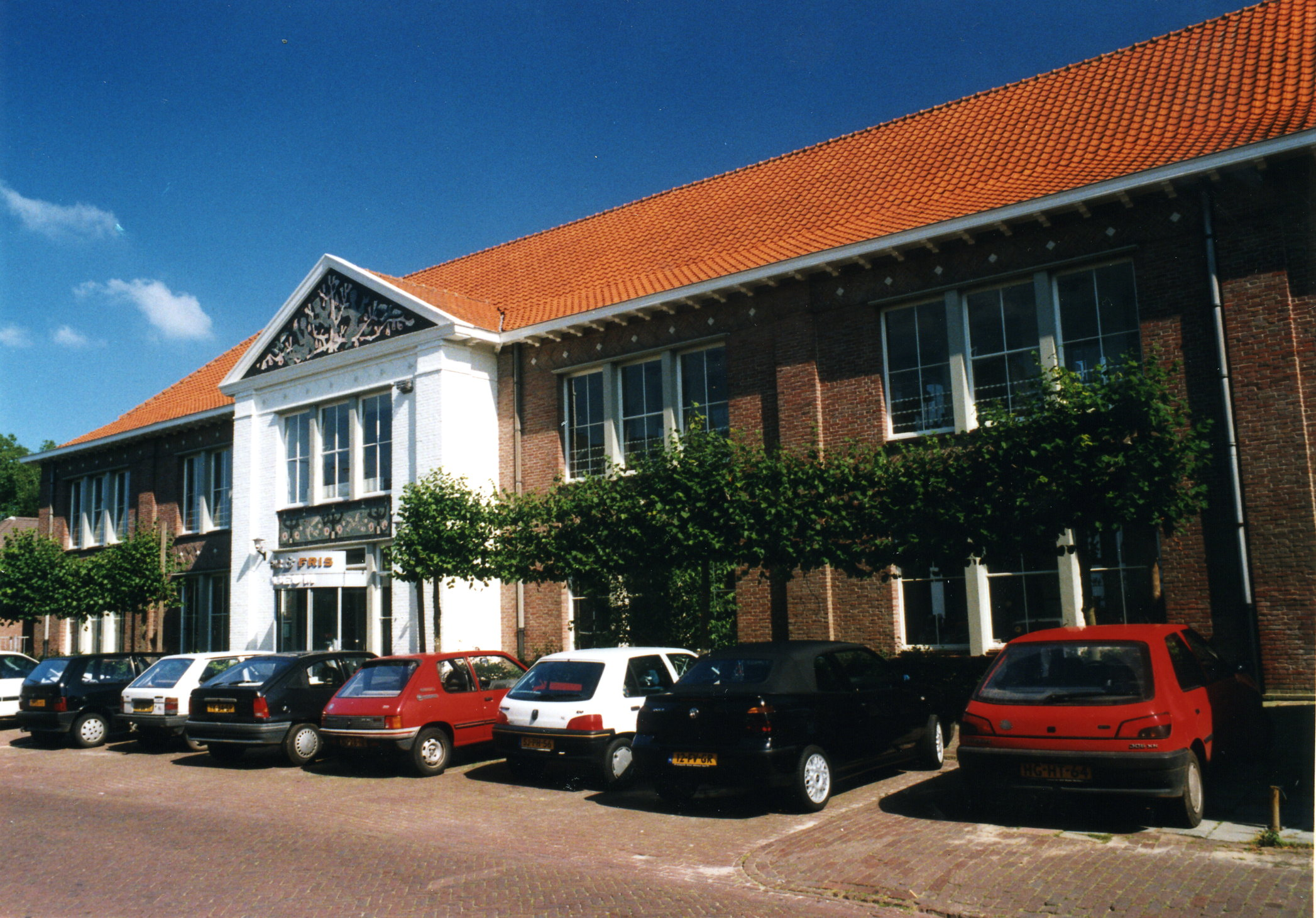
Voorgevel Likeur & Fris Museum (2001)

In 2000 verhuisde het museum van de Hilvaria Studio's aan de Goirlesedijk naar een voormalige jongensschool aan de Hilvarenbeekse Varkensmarkt. Tegelijkertijd werd het profiel van het museum verbreed met een afdeling gewijd aan frisdranken alsmede een afdeling historisch flessenglas. Vandaar dat de naam gewijzigd werd in Nationaal Likeur &  Frisdrankenmuseum Isidorus Jonkers. Boven de entree kwam : Likeur & Fris Museum.

## Einde
Na de heropening trok Isidorus Jonkers zich in 2001 terug uit de leiding van het museum. Als huisbaas en vrijwilliger bleef hij echter ten nauwste betrokken bij het wel en wee van het museum. Door teruglopende bezoekersaantallen ten gevolge van de economische crisis sloot het museum in oktober 2015 zijn deuren voor het publiek.

De collectie is openbaar verkocht, een deel is geschonken.